# Rajamandala
Rajamandala is een bestuurslaag in het regentschap Tasikmalaya van de provincie West-Java, Indonesië. Rajamandala telt 3742 inwoners (volkstelling 2010).